# Magnetar
En magnetar (en slags "SGR", Soft gamma repeater eller "AXP", Anomalous X-ray Pulsar) er en speciel type af neutronstjerne som har et stærkt magnetfelt. Jordens magnetfelt varier mellem 30-60 mikrotesla, mens en magnetars magnetfelt er helt oppe på 100 milliarder tesla. Magnetfeltet om en magnetar er så kraftigt at det faktisk får stjernen til at rotere langsommere. Normale neutronstjerner roterer en gang om sig selv ca. hvert millisekund, en magnetar roterer en del langsommere pga. deres magnetfelt, de roterer en gang om sig selv hvert 10. sekund. I 2020 var den hurtigste roterende magnetar 1,4 sekunder om en hel omgang.
Teorien omkring disse objekter blev formuleret af Robert Duncan og Christopher Thompson i 1987. Da de skulle præsentere deres idé på en videnskabelig konference i 1992, fik de kun tre minutters taletid. De blev siden gjort til grin af andre astrofysikere og blev henvist til fjerne hjørner af andre konferencer, indtil deres teori blev accepteret, efter at de første observationer blev gjort. Der er blevet observeret 12 magnetarkandidater i mælkevejen, vores egen galakse, samt den Store Magellanske Sky og den Lille Magellanske Sky, der begge ligger meget tæt på mælkevejen. 
Det formodes, at hver tiende supernovaeksplosion resulterer i en magnetar i stedet for de mere almindelige neutronstjerner eller pulsarer.